# Indrek Zelinski
Indrek Zelinski   (Pärnu, 13 de novembre de 1974) és un exfutbolista estonià de la dècada de 2000.
Fou 103 cops internacional amb la selecció d'Estònia.
Pel que fa a clubs, defensà els colors de Sindi Kalju, Tervis Pärnu, Pärnu Kalev, Flora, Lelle, Kuressaare, Lahti, AaB, Landskrona BoIS, Frem i Levadia.